# Jean-François Le Gall

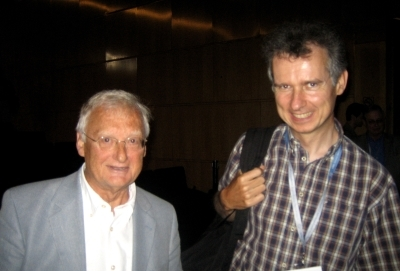
Jean-François Le Gall (rechts) am ICM 2006 in Madrid, mit Hans Föllmer

Jean-François Le Gall (* 15. November 1959 in Morlaix) ist ein französischer Mathematiker, der sich mit Wahrscheinlichkeitstheorie beschäftigt.

## Leben und Wirken
Le Gall studierte 1978 bis 1982 an der École normale supérieure (ENS). 1982 promovierte er an der Universität Pierre und Marie Curie (Univ. Paris VI) bei Marc Yor (Local times and stochastic differential equations) und 1987 habilitierte er sich dort (Some properties of Brownian motion). Ab 1983 war er Wissenschaftler (Chargé de Recherche) des CNRS an der Universität Pierre und Marie Curie, wo er 1988 Professor wurde. Gleichzeitig war er 1997 bis 2007 Professor an der ENS. Ab 2006 ist er Professor an der Universität Paris-Süd in Orsay.
Le Gall untersuchte Probleme der Brownschen Bewegung. Zum Beispiel führte er das Konzept der Brownschen Schlange (Brownian Snake) in die Theorie „Super-Brownscher Bewegung“ ein, einer Art nichtlinearer Brownscher Bewegung. Er verallgemeinerte einen Satz von Aryeh Dvoretzky, Shizuo Kakutani und Paul Erdős über die Mehrfachpunkte Brownscher Pfade in der Ebene (nämlich, dass es Punkte der Ebene gibt, zu denen die Brownsche Bewegung überabzählbar viele Male zurückkehrt).
1986 erhielt er den Rollo-Davidson-Preis und 1997 den Loève-Preis. 1991 bis 1996 war er Mitglied des Institut universitaire de France, seit 2007 wurde er Senior-Mitglied. 2005 erhielt er den Fermat-Preis und den Grand Prix Sophie Germain der Académie des sciences. 1998 war er Invited Speaker auf dem Internationalen Mathematikerkongress (ICM) in Berlin (Branching processes, random trees and super processes) und 1992 und 2008 auf dem Europäischen Mathematikerkongress (2008 mit dem Plenarvortrag The continuous limit of large random planar maps, 1992 mit dem Vortrag A path-valued Markov process and its connection with partial differential equations). 2013 wurde er in die Académie des sciences gewählt. Er wurde als Plenarsprecher auf dem Internationalen Mathematikerkongress 2014 in Seoul ausgewählt (Random geometry on the sphere). Für 2019 erhielt er den Wolf-Preis für Mathematik. Für 2021 wurde er mit dem BBVA Foundation Frontiers of Knowledge Award in der Kategorie "Grundlagenforschung" ausgezeichnet.
Zu seinen Doktoranden zählt der Fields-Medaillen-Preisträger Wendelin Werner.

## Schriften
- Branching processes, random trees and super processes, ICM 1998